# Dazhan, Guangdong
Dazhan är en köping i sydöstra Kina. Den ligger i Yingde i staden Qingyuan i provinsen Guangdong, omkring 110 kilometer norr om provinshuvudstaden Guangzhou. Antalet invånare är 38 039. Befolkningen består av 18 584 kvinnor och 19 455 män. Barn under 15 år utgör 17,0 %, vuxna 15-64 år 73 %, och äldre över 65 år 9,0 %.